# محوطه باغ زعفرانی
محوطه باغ زعفرانی مربوط به هزاره اول قبل از میلاد است و در شهرستان کاشان، روستای سن سن واقع شده و این اثر در تاریخ ۸ مرداد ۱۳۸۱ با شمارهٔ ثبت ۶۰۲۰ به‌عنوان یکی از آثار ملی ایران به ثبت رسیده است.